# Кулеба, Дмитрий Иванович
Дми́трий Ива́нович Куле́ба (укр. Дмитро Іванович Кулеба; род. 19 апреля 1981, Сумы, Украинская ССР, СССР) — украинский дипломат. Министр иностранных дел Украины с 4 марта 2020 по 5 сентября 2024 года. Член СНБО с 13 марта 2020 года.
Вице-премьер-министр Украины по вопросам европейской и евроатлантической интеграции (29 августа 2019 — 4 марта 2020). Самый молодой руководитель внешнеполитического ведомства в истории Украины.

## Биография
Родился 19 апреля 1981 года в Сумах. Отец — Иван Кулеба (род. 1953) — с 1993 года кадровый дипломат, с 1997 года занимал должность посла Украины в Египте, Чехии, Казахстане, заместителя государственного секретаря МИД Украины, заместителя министра иностранных дел Украины, а с декабря 2019 года назначен чрезвычайным и полномочным послом Украины в Армении.
В 2003 году с отличием окончил Институт международных отношений Киевского национального университета имени Тараса Шевченко, специальность «Международное право».
С 2003 года — атташе Службы главного юридического советника Министерства иностранных дел Украины.
2004—2005 — аспирант кафедры международного права Института международных отношений КНУ имени Тараса Шевченко.
В 2005 году — третий секретарь управления юридического обеспечения МИД Украины.
2005—2009 — третий, второй секретарь постоянного представительства Украины при международных организациях в Вене (по вопросам ОБСЕ).
2010—2012 — первый секретарь, советник, начальник отдела департамента секретариата министра иностранных дел Украины.
В 2013 году — советник вице-премьер-министра Украины Константина Грищенко по гуманитарным вопросам.

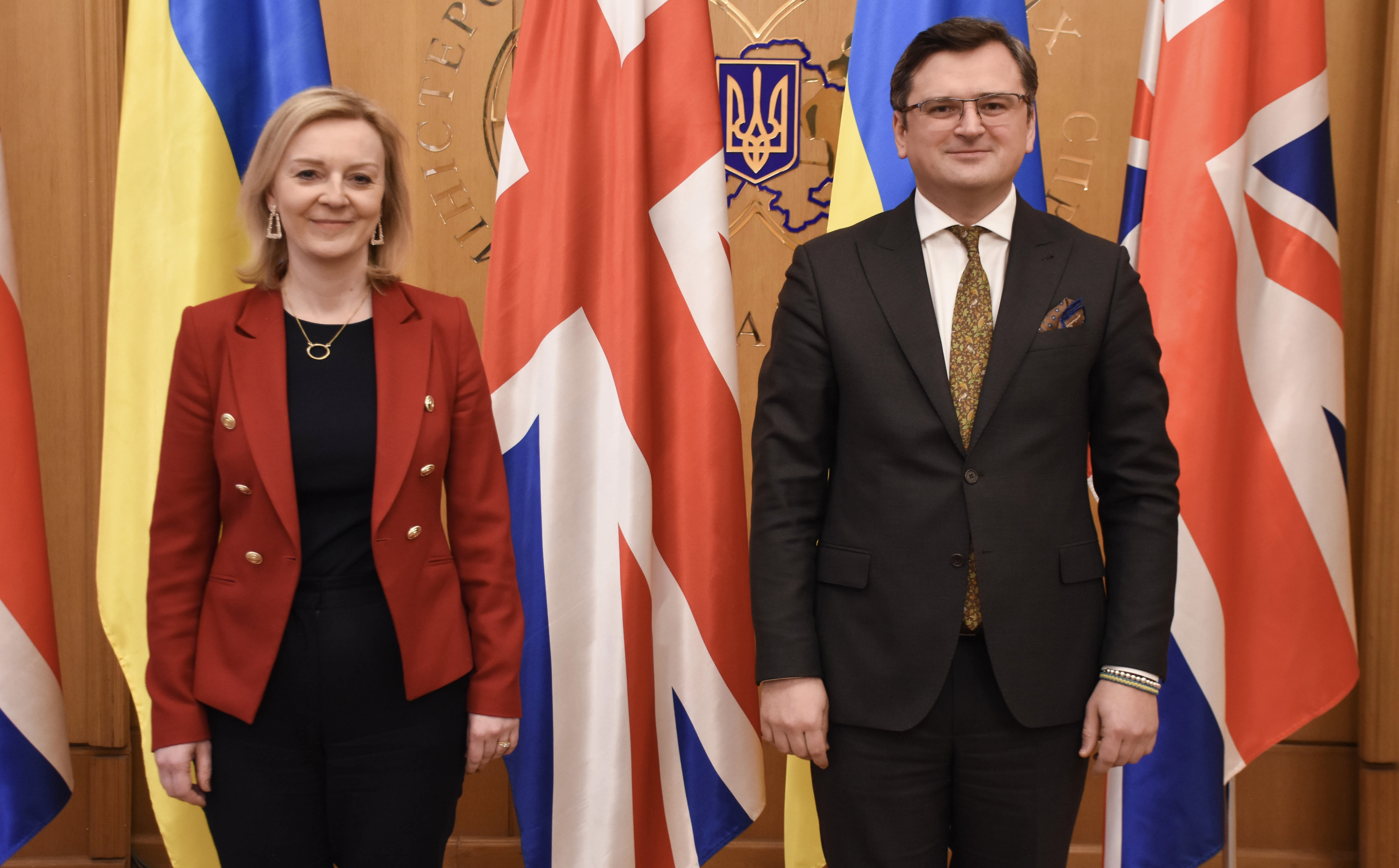
Дмитрий Кулеба и министр иностранных дел Великобритании Лиз Трасс в Киеве

С 2013 года возглавляет Фонд культурной дипломатии UART.
В июне 2014 года вернулся на работу в министерство иностранных дел по приглашению министра Павла Климкина на должность посла по особым поручениям и вопросам стратегических коммуникаций. Занялся созданием стратегических коммуникаций МИД Украины, внедрением в работу министерства современных технологий коммуникаций и формированием публичной дипломатии Украины.
9 апреля 2016 года — назначен Постоянным представителем Украины в Совете Европы. В декабре 2017 года был признан лучшим украинским послом за рубежом по результатам опроса Института мировой политики, в котором приняли участие около 70 экспертов.

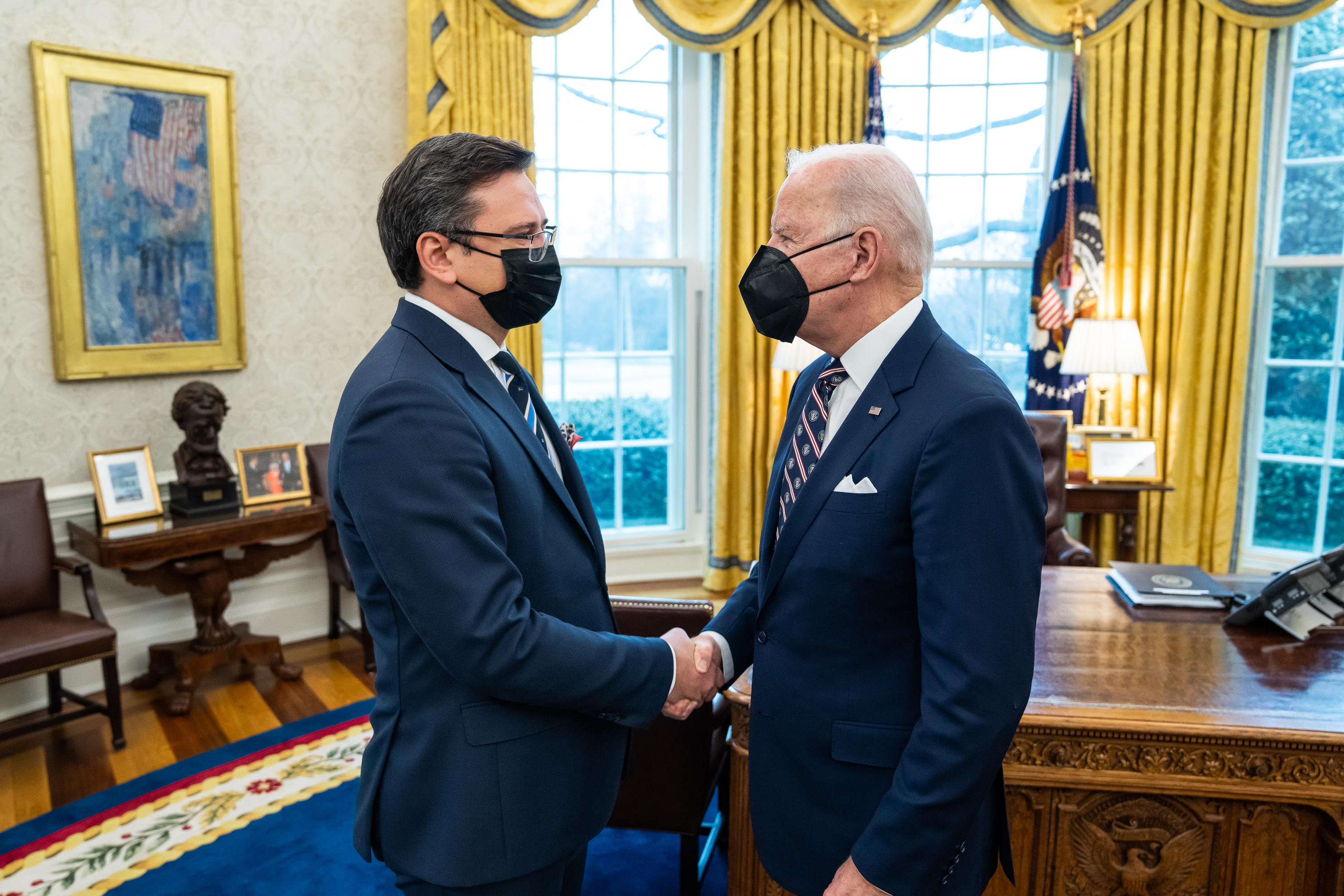
Дмитрий Кулеба и президент США Джо Байден, 22 февраля 2022 года

С 29 августа 2019 года — вице-премьер-министр Украины по вопросам европейской и евроатлантической интеграции в правительстве Гончарука.
С 30 октября 2019 по 9 апреля 2020 года — Председатель Комиссии по вопросам координации евроатлантической интеграции.
Член Совета по вопросам развития Национального культурно-художественного и музейного комплекса «Мистецький арсенал».
4 сентября 2024 года Председатель Верховной рады Руслан Стефанчук сообщил о поступлении заявления об отставке от министра иностранных дел Дмитрия Кулебы. На следующий день Верховная рада Украины 240 голосами (при 226 необходимыми) уволила его.
С 4 декабря 2024 года является старшим научным сотрудником Белферского Центра при Гарвардском Университете.
Кандидат юридических наук. Владеет английским и итальянским языками.

## Награды
- 2021 — Орден «За заслуги» ІІІ степени[20]
- 2022 — Гранд-офицер ордена «За заслуги перед Литвой» (Литва)[21]
- 2022 — Крест «За заслуги» I класса (Министерство иностранных дел Эстонии)[22]
- 2023 — Командор ордена Звезды Африки (Либерия)[23]

## Семья
- Отец — Иван Дмитриевич Кулеба, украинский дипломат[24].
- Жена — Евгения Анатольевна Кулеба, основатель и руководитель общественной организации «Город-сад», известные проекты — сквер Небесной Сотни на улице Михайловской в Киеве и парк Шелковичный в Славянске[24].
- Дети — Егор (род. 2006), Любовь (род. 2011)[24].